# 林重男
林 重男（はやし しげお、英語: Shigeo Hayashi、1918年 - 2002年9月1日）は、日本の写真家。東京写真専門学校（現 東京工芸大学）を卒業。陸軍傘下の東方社で『FRONT』をはじめとする対外向けの写真を撮影。敗戦直後に文部省学術研究会議原子爆弾災害調査研究特別委員会に参加し、広島・長崎を撮影した。
戦後は、商業写真家のかたわら、「反核・写真活動」の代表委員・運営委員長を務めるなど反戦平和活動を続けた。

## 生涯
1918年、東京府荏原郡大崎町（現：東京都品川区上大崎）生まれ。東京写真専門学校（現 東京工芸大学）を卒業。横浜シネマ現像所(横浜シネマ商会)に入社。1940年1月19日に徴兵され野戦工兵として満州(中国東北部)に渡る。3年間の兵役を経へて、1943年3月に除隊後、6月に東方社に入社。対外宣伝グラフ雑誌『FRONT』に掲載される写真を撮るために、日本をはじめ中国や東南アジアを巡った。
戦後、1945年9月、27歳の時、学術調査団に参加し、日本映画社や学術研究者とともに、記録映画のスチール写真担当として原爆によって被害を受けた広島・長崎を撮影した。
戦後は商業写真家として独立。1982年に写真関係者約550人が集まって「反核・写真運動」が発足。そのメンバーとして活動した。1984年に、運営委員長に就任した。
2002年9月1日、84歳で死去。

## 東方社に入社
陸軍参謀本部は、日本の文化や産業を国内外に宣伝するグラフ誌の発行を計画し、出版社として東方社を設立。1942(昭和17)年創刊の『FRONT』は、A3版の高級紙に最新の印刷技術を駆使して作られたが、戦局が激しさを増す中、その内容は国威宣伝に終始した。林は、1943(昭和18)年、東方社へ入社。時には訓練機に同乗しながら爆撃機を撮影した。

## ヒロシマ・ナガサキを写真撮影する
1945(昭和20)年9月、学術調査団の撮影を担当することになった日本映画社のプロデューサー加納竜一が東方社写真部を訪ずれ、スチールカメラマン2名の応援を求めた。先輩にあたる菊池俊吉が医学班に、林は物理班に所属し、助手として田子恒男が同行することになった。林は9月27日に東京を出発し、9月30日から10月11日まで広島を撮影、10月12日から10月22日まで長崎を撮影し、23日に帰京した。

### ヒロシマ原爆の写真撮影
林重男が所属した物理班の主な目的は、爆心の位置を推定すること、放射線を測定してその影響を調査することであった。
ヒロシマでの諸活動は、広島平和記念資料館のサイトにある「企画展を見よう 平成18年度 第2回企画展 林重男写真展」にて閲覧することができる。

### ナガサキ原爆の写真撮影
「長崎原爆資料館 収蔵品検索」において「林重男」で検索すると長崎で撮影した398点の写真を閲覧することができる。

## 写真で反核を訴える
1982(昭和57)年、『反核･写真運動』事務局が発足。その目的は、被爆の記録を集め、写真集や写真展を通じて反核運動を展開することであった。林は、広島と長崎での体験から積極的にこの運動に関わった。1984年に運営委員長に就任した。原爆関連の写真を撮影した人々との交流、貴重なオリジナルプリントやネガフィルムの収集保存に尽力した。
また、CD-ROMやDVDを使用した電子出版にも関わった。

## 著書
- 林重男『爆心地ヒロシマに入る　カメラマンは何を見たか』岩波書店、1992年6月19日。ISBN 978-4005002085。

- 林重男、井上祐子『原爆写真を追う東方社カメラマン林重男とヒロシマ・ナガサキ』図書出版みぎわ、千葉県流山市、2023年4月10日。ISBN 978-4-911029-01-5。